# Rote Bete
Die Rote Bete, auch Rote Beete (von lateinisch beta, Rübe, im 17. Jahrhundert aus dem Niederdeutschen übernommen) oder Rote Rübe, in der Schweiz Randen (regional auch Rätech), in einigen Teilen Österreichs, Bayerns und Südbadens auch Rahne (Rauna, Rana, Rohne, Rone, Ronen, Randig, Randich, Rohna) genannt, ist eine Kulturform der Rübe und gehört zur Familie der Fuchsschwanzgewächse (Amaranthaceae s. l., inklusive Gänsefußgewächse). Alle Kulturrüben werden heute in der Unterart Beta vulgaris subsp. vulgaris zusammengefasst, die Rote Bete zählt zur Conditiva-Gruppe. Frühere Synonyme sind Beta vulgaris subsp. rapacea und Beta vulgaris subsp. vulgaris var. conditiva.

## Herkunft
Die Rote Bete ist wie die Zuckerrübe und der Mangold eine Kulturform der Gemeinen Rübe (Beta vulgaris subsp. vulgaris), die weiter  von der wilden Rübe oder der Wildbete (Seemangold, Beta vulgaris L. subsp. maritima) abstammt. Die inzwischen gleichmäßige rote Farbe der Rübe ist ein Resultat der Weiterveredelung im 19. und 20. Jahrhundert.
Räumlich hat sie ihren Ursprung im Mittelmeerraum, wahrscheinlich in Nordafrika, und kam mit den Römern nach Mitteleuropa.

## Beschreibung

### Vegetative Merkmale

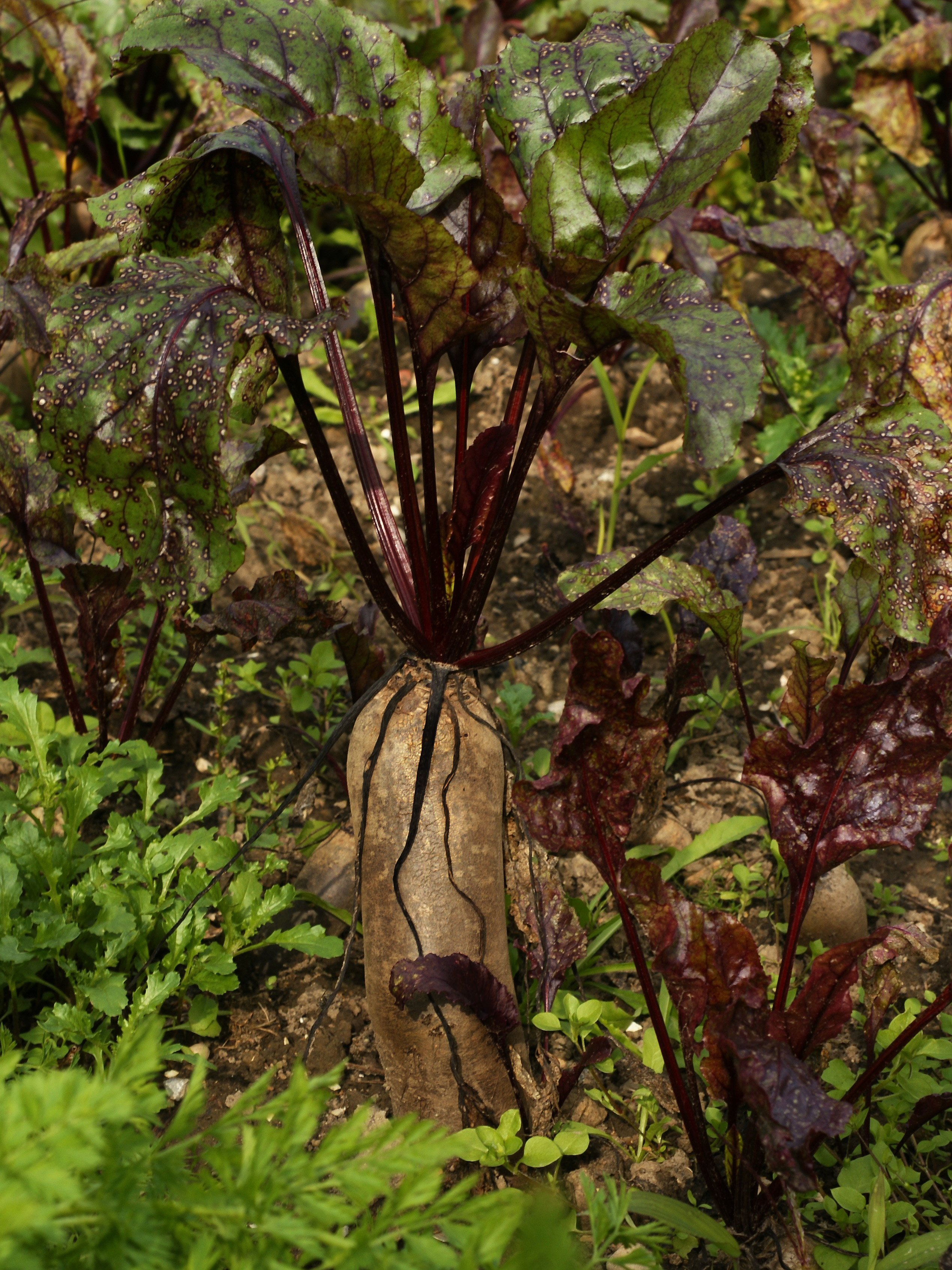
Typischerweise ragt die Rübe aus dem Boden

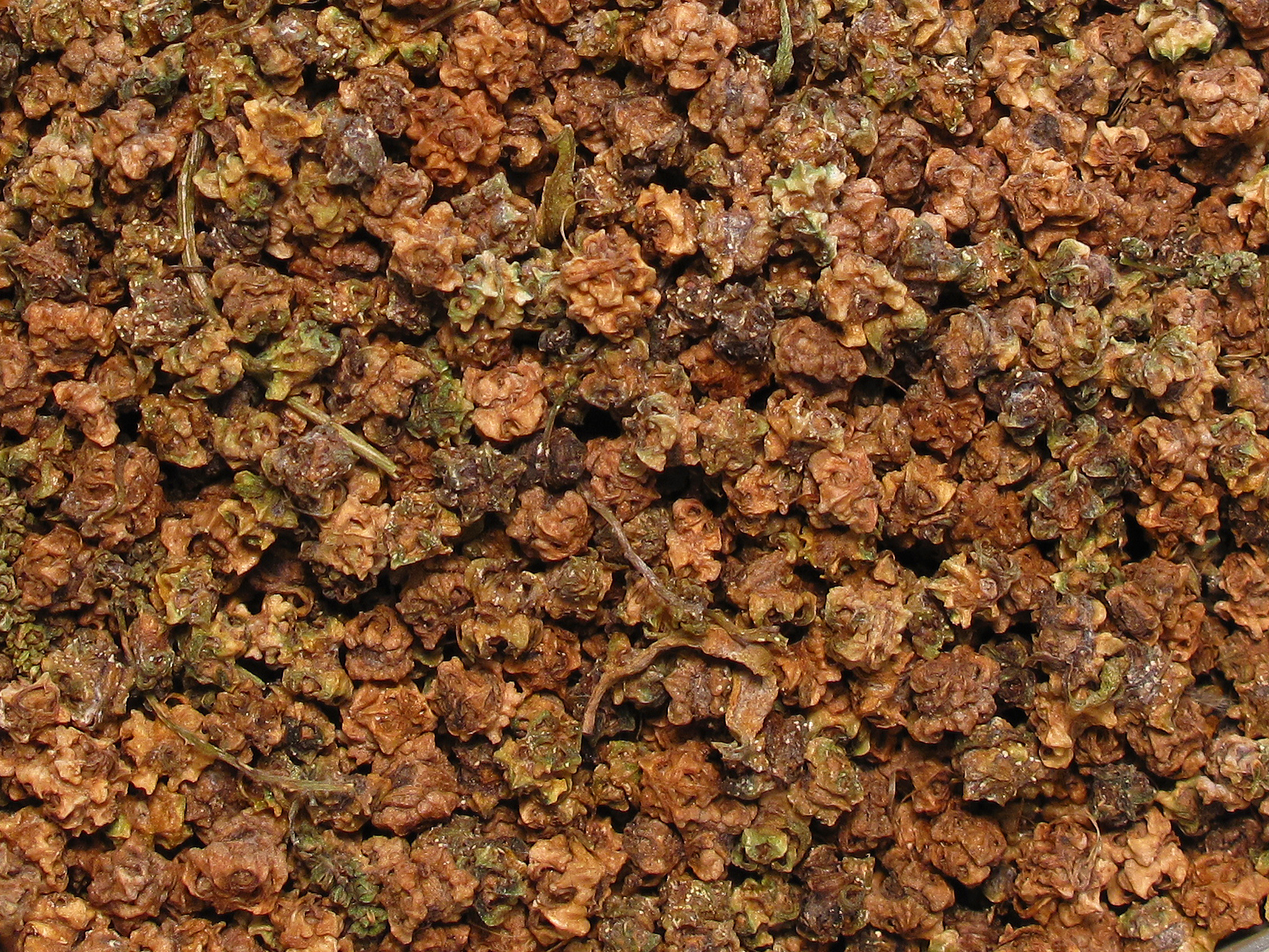
Früchte

Die Rote Bete ist eine zweijährige krautige Pflanze. Im ersten Jahr werden die Rübe und eine Blattrosette ausgebildet. Die fleischige Rübe entsteht großteils durch eine Verdickung des Hypokotyls, also des Abschnitts der Sprossachse unterhalb der Keimblätter. Dementsprechend ragt der Großteil der Rübe über die Bodenoberfläche im Feld empor. Die Rübe kann verschiedene, meist runde bis birnenförmige Gestalt haben und ein Gewicht von bis zu 600 g erreichen. Sie hat eine dünne Schale und darunter ein knackiges, saftiges Fleisch mit aromatischem Geschmack. Neben der bekannten Roten Bete mit ihrem purpurroten Fruchtfleisch gibt es auch farblose („Weiße Bete“) bis hellgelbe („Gelbe Bete“ oder „Goldrübe“) Sorten.
Die Laubblätter sitzen in einer Rosette unmittelbar an der Knolle. Ihre länglich-eiförmige, etwa 15 bis 30 cm lange Spreite ist lang gestielt und am Rand etwas gekräuselt.

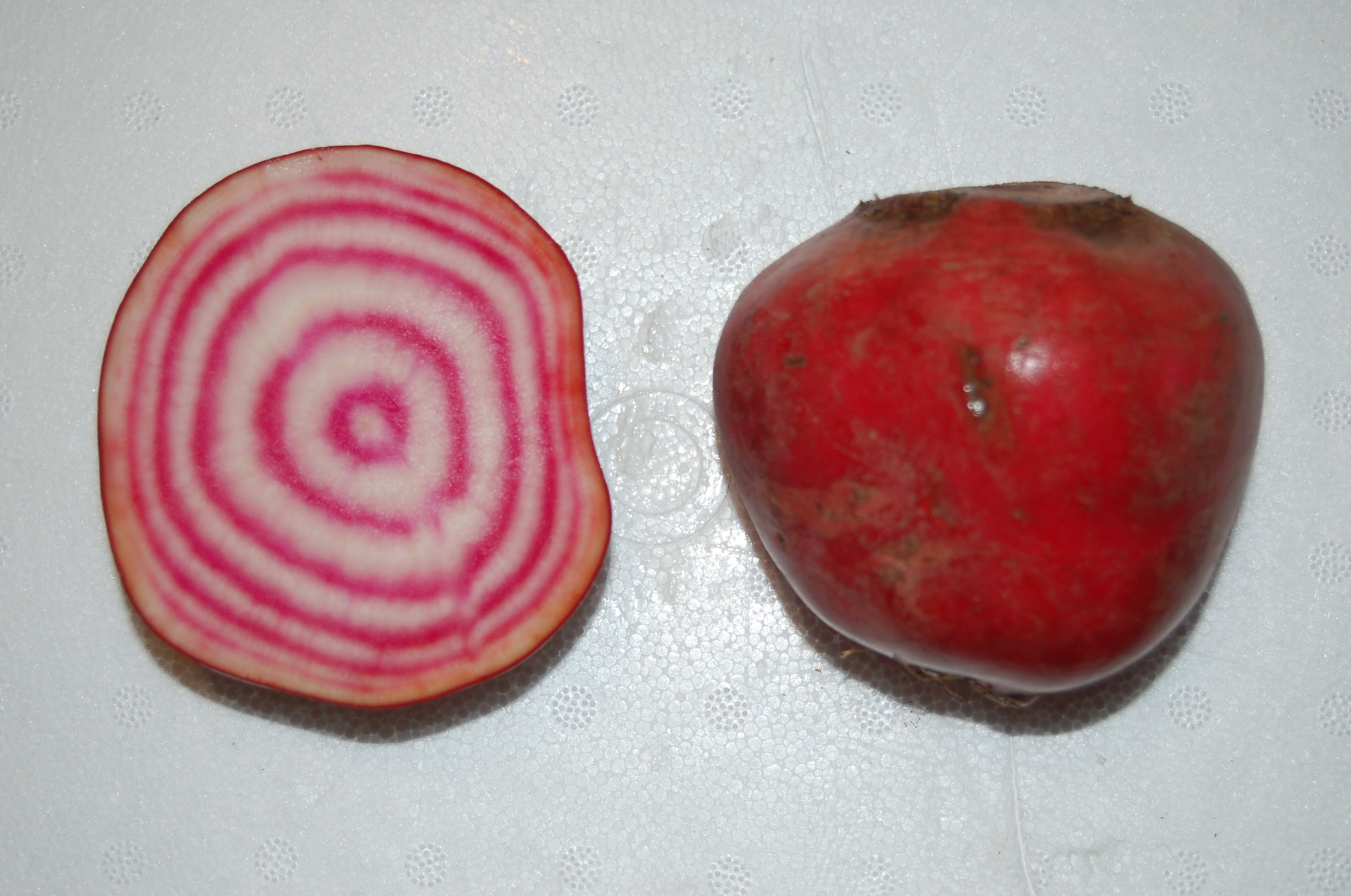
Querschnitt und Ansicht der Rübe – rot-weiße Variante
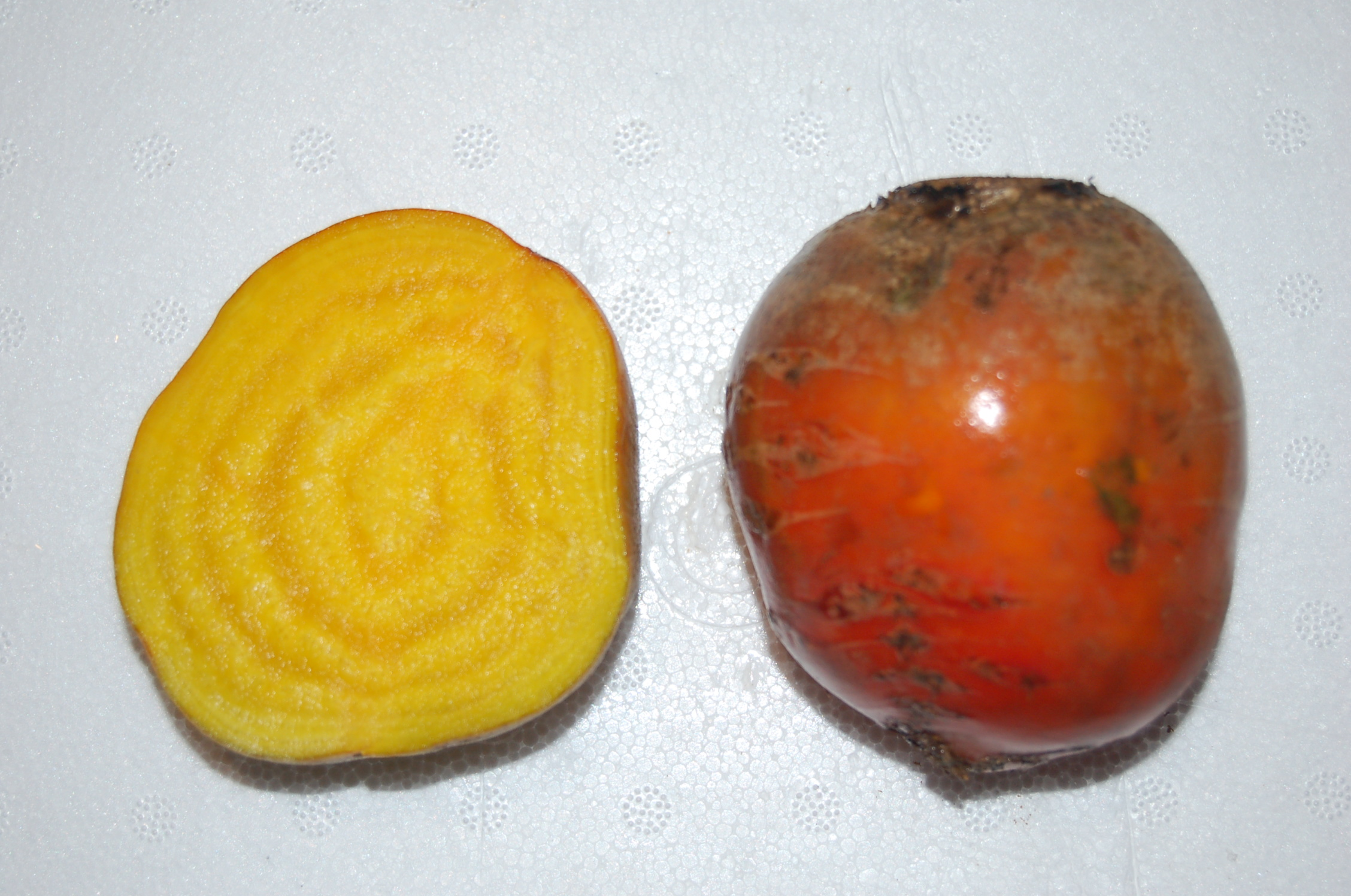
Querschnitt und Ansicht der Rübe – gelbe Variante
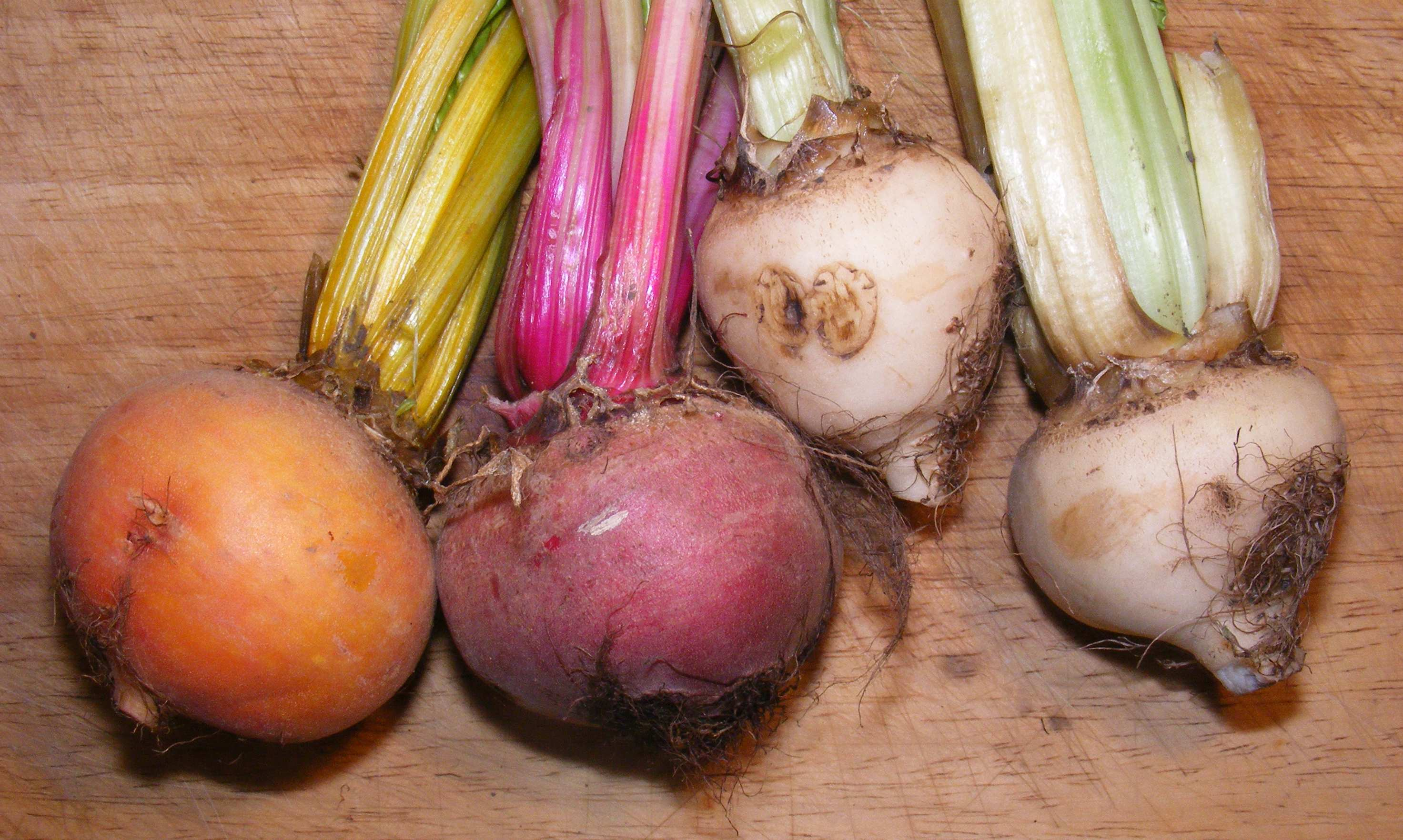
Verschiedenfarbige Züchtungen

### Generative Merkmale
Im zweiten Jahr bildet sich ein bis zu 1,5 m hoher Stängel mit einem Blütenstand. Die fünfzähligen, zwittrigen Blüten stehen einzeln, zu zweien oder in Quirlen beisammen und sind von grüner oder grün-rötlicher Farbe.

## Verwendung und Inhaltsstoffe

Strukturformel von Betanin

Die auffällige rote Farbe beruht hauptsächlich auf der hohen Konzentration des Glykosids Betanin aus der Gruppe der Betalaine. In der Vergangenheit wurde die Rote Bete auch als Färberpflanze eingesetzt und wird auch heute noch als Färbepulver in Medikamenten verwendet.
Betanin verwendet man als Naturfarbstoff für Lebensmittel (E162).
Der charakteristische erdige Geruch und Geschmack der Roten Bete ist vor allem dem bicyclischen Alkohol Geosmin zuzuschreiben. Geosmin wird während des Wachstums der Roten Bete durch Mikroorganismen zum Boden hinzugefügt. Bei vielen Züchtungen ist der Gehalt deutlich reduziert.
Aufgrund ihres hohen Vitamin-B-, Kalium-, Eisen- und vor allem Folsäuregehalts ist die Rote Bete ein wertvolles Gemüse, das gegart als Beilage gereicht oder roh für Salate verwendet wird. Die Rote Bete ist ein Bestandteil von Labskaus (Norddeutschland, Nordeuropa) und Borschtsch (Osteuropa). Die Blätter können gekocht gleichfalls verzehrt werden. Sie sind reich an Vitaminen und Mineralstoffen.
Menschen, die zur Bildung von Nierensteinen (Calciumoxalat-Steine) neigen, sollten Rote Bete und verwandte Gemüsesorten nur in Maßen genießen, da sie reich an Oxalsäure ist. Außerdem kann die Rote Bete, die nennenswerte Mengen von Nitraten einlagert, bei falscher Lagerung Nitrite bilden. Die in Frischpresssaft von Roter Bete enthaltenen Nitrate können einen blutdrucksenkenden Effekt insbesondere bei Männern verursachen.
Nach dem Verzehr kann sich der Urin vorübergehend rot und Darmausscheidungen können sich rötlich bis schwarz färben, was völlig harmlos ist.
100 g Rote Bete enthalten durchschnittlich:
|                           | pro 100 g essbarem Anteil |
| ------------------------- | ------------------------- |
| physiologischer Brennwert | 175 kJ/41 kcal            |
| Wasser                    | 86,2 g                    |
| Eiweiß                    | 1,5 g                     |
| Fett                      | 0,1 g                     |
| Kohlenhydrate             | 8,4 g                     |
| Ballaststoffe             | 2,5 g                     |
| Kalium                    | 407 mg                    |
| Eisen                     | 890 µg                    |
| Vitamin B1                | 22 µg                     |
| Vitamin B2                | 42 µg                     |
| Pantothensäure            | 130 µg                    |
| Vitamin B6                | 5 µg                      |
| Folsäure                  | 83 µg                     |
| Vitamin C                 | 10 mg                     |
| Oxalsäure                 | 181 mg                    |

## Kultur

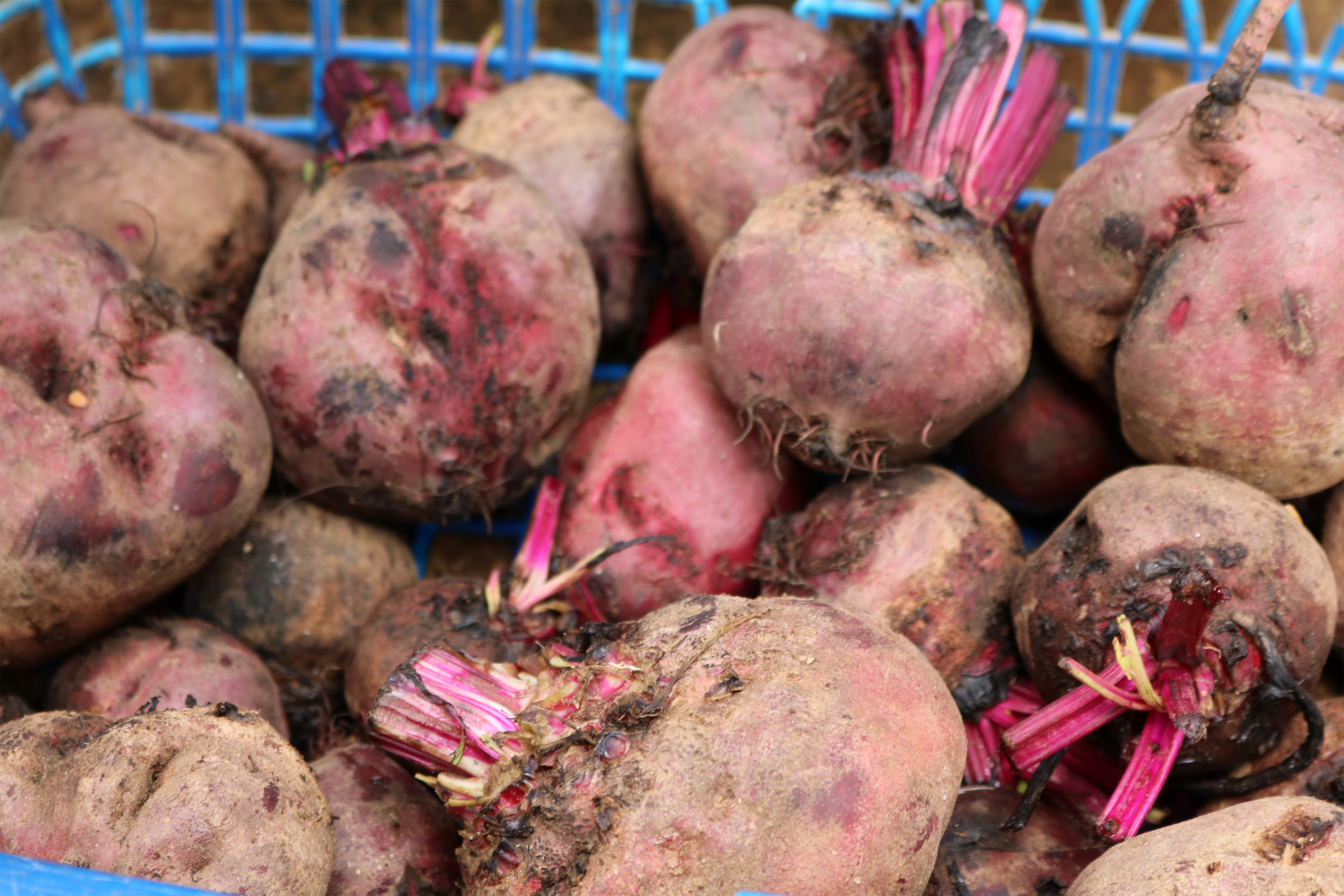
Verkauf auf einem Wochenmarkt in Nigeria

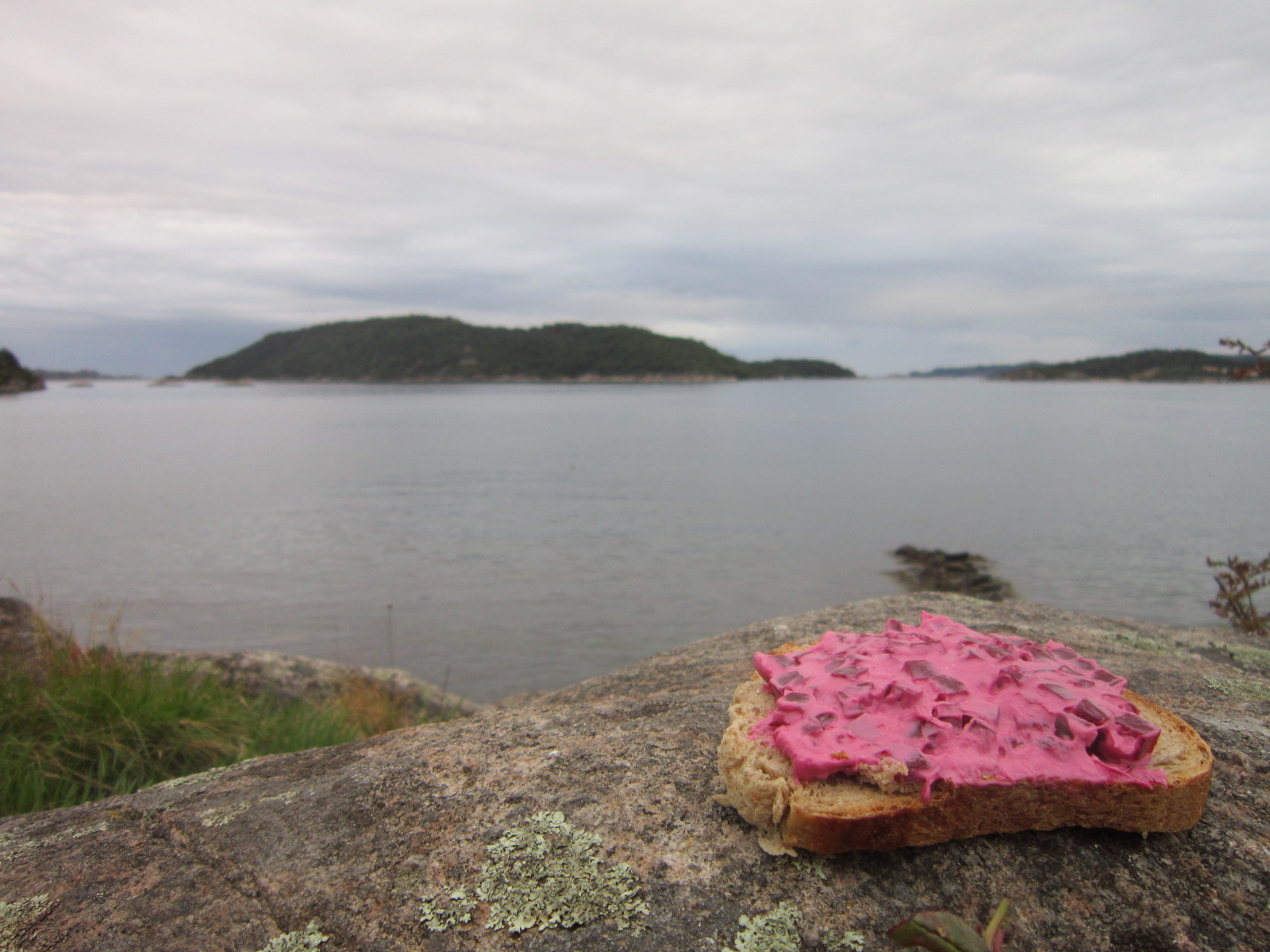
Aufstrich mit verarbeiteter roter Bete

Rote Bete wird in vielen Ländern mit gemäßigtem Klima angebaut und ist in Deutschland ein klassisches Wintergemüse. Die Aussaat kann von Mitte April bis Anfang Juli erfolgen. Sortenabhängig sind die Rüben nach drei bis vier Monaten (abhängig vom Termin der Aussaat) ab circa Juli/August erntereif. Die Ernte kann sich bis kurz vor dem Eintritt des ersten Frostes erstrecken. Nach der Ernte kann die Rote Bete noch einige Zeit frostfrei, beispielsweise in einer Miete, gelagert werden.

## Gemüse des Jahres
Der Verein zur Erhaltung der Nutzpflanzenvielfalt (VEN) hat Rote Bete zum Gemüse des Jahres 2023/2024 ausgerufen.